# Hüttlingen TG
| TG ist das Kürzel für den Kanton Thurgau in der Schweiz. Es wird verwendet, um Verwechslungen mit anderen Einträgen des Namens Hüttlingen zu vermeiden. |

Hüttlingen ist eine Ortschaft und eine politische Gemeinde im Bezirk Frauenfeld des Kantons Thurgau in der Schweiz. Die ehemalige Ortsgemeinde Hüttlingen bildete bis 1998 zusammen mit den Ortsgemeinden Eschikofen, Harenwilen und Mettendorf die Munizipalgemeinde Hüttlingen.

## Geographie
Hüttlingen liegt am nördlichen Hangfuss des Wellenbergs an der Hauptstrasse Frauenfeld–Weinfelden. Zusammen mit Mettendorf hat es eine Haltestelle an der Bahnstrecke Winterthur–Romanshorn. Die Gemeinde ist eine Thurgauer Landgemeinde mit einer beträchtlichen Anzahl historischer Riegelhäuser.
Durch die Eingemeindung der anliegenden Weiler hat sich das ursprüngliche Gemeindegebiet weit im Thurtal vergrössert. Zahlreiche Landwirtschaftsbetriebe profitieren vom angenehmen und klimatisch günstigen Klima. Das nahe Zentrum der Stadt Frauenfeld und die Industrie- und Gewerbebetriebe im Thurtal bieten den Einwohnern Beschäftigung in kurzer Distanz zum Wohnort.

## Geschichte

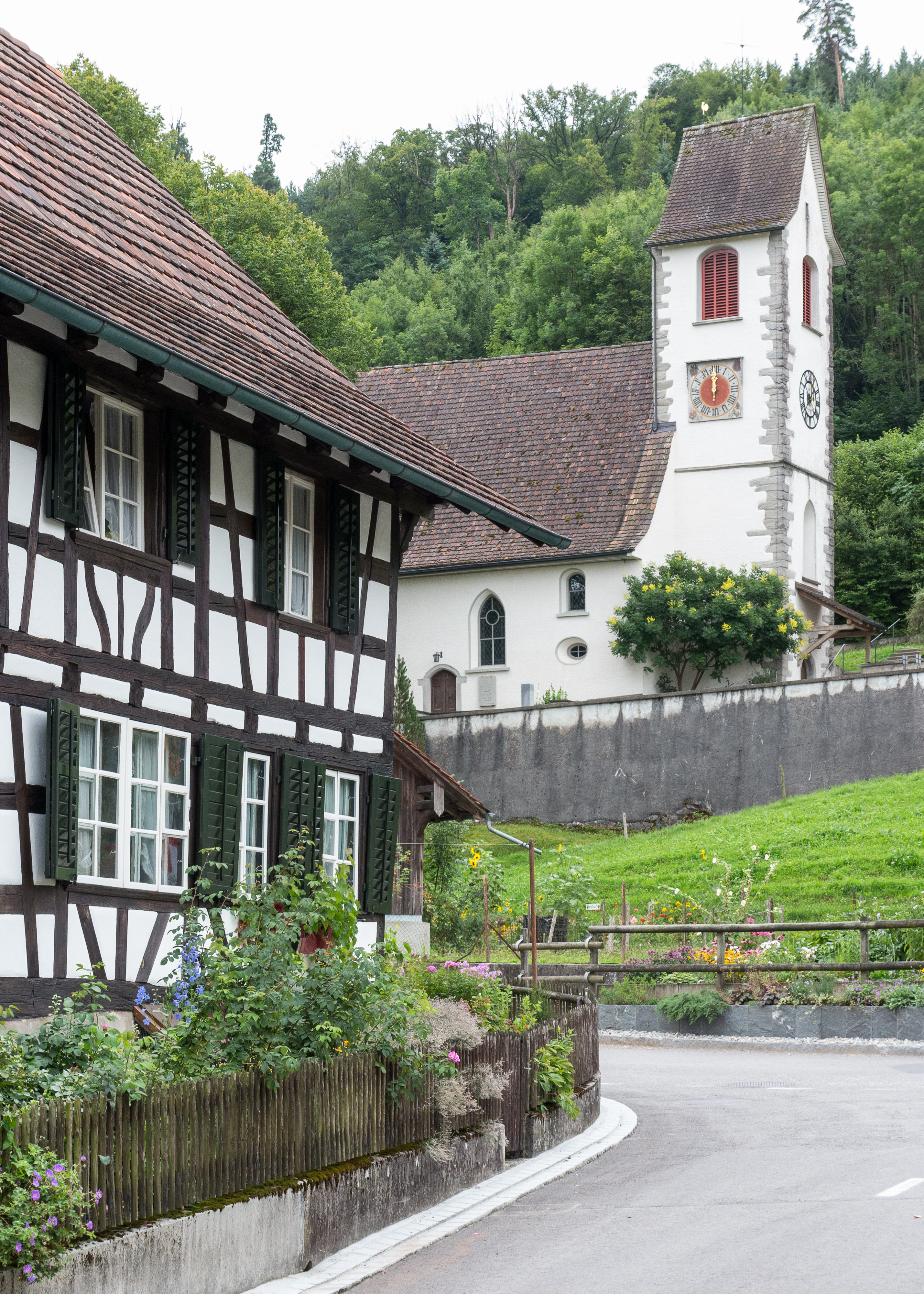
Reformierte Kirche St. Andreas in Hüttlingen

Die mittelalterliche Siedlung Hutlingen wurde 1336 erstmals urkundlich erwähnt. Im Frühmittelalter war Hüttlingen ein reichenauisches Lehen. 1360 gehörte es den Herren von Wellenberg. Das Schloss wurde vom Feudaladel Mötteli im 16. Jahrhundert als spätgotisches Staffelgiebelhaus erbaut und in der Neuzeit letztmals 1959 renoviert. Das Niedergericht Hüttlingen wurde 1608 von der Herrschaft Wellenberg abgetrennt. Johann Kaspar Escher erwarb 1674 Herrschaft und Schloss Hüttlingen. 1694 bis 1798 war Hüttlingen im Besitz der reformierten Stadt Zürich, die innerhalb der eidgenössischen Landvogtei Thurgau das Niedergericht vom Schloss Wellenberg aus durch einen Obervogt verwalten liess.
Kirchlich lag Hüttlingen ursprünglich in der Pfarrei Pfyn, später in derjenigen von Müllheim. 1337 ist in Hüttlingen die Kapelle St. Andreas bezeugt. Die Pfarrei entstand 1484. Dem reformierten Hüttlingen schlossen sich 1531 Eschikofen, Harenwilen und Mettendorf an. Die reformierte Kirche war 1496 mit einem Frontturm versehen worden und wurde im 17. Jahrhundert im barocken Stil erneuert, in neuerer Zeit wiederum 1921 und 1948 renoviert.
Im 19. Jahrhundert kamen neben dem Acker- und Obstbau Milchwirtschaft und Viehzucht auf, während der Rebbau im 20. Jahrhundert aufgegeben wurde. Obwohl die landwirtschaftliche Nutzung in jüngster Zeit an den Rand gedrängt wurde, arbeitete im Jahr 2000 immer noch rund ein Drittel der Erwerbstätigen in Hüttlingen im ersten Wirtschaftssektor.
Per 1. Januar 1999 vereinigte sich die Munizipalgemeinde Hüttlingen mit den Ortsgemeinden Eschikofen, Harenwilen, Hüttlingen und Mettendorf zur politischen Gemeinde Hüttlingen.

## Wappen

### Ortsgemeinde
Blasonierung: In Blau ein weisses Andreaskreuz.
Der Ursprung des Wappens geht auf die dem heiligen Andreas geweihte Kirche von Hüttlingen zurück. Die Farben blau und weiss weisen auf die Beziehungen zur Stadt Zürich hin.

### Politische Gemeinde
Blasonierung: Geteilt von Blau mit weissem, schreitendem Löwen und weiss-rotem Schach.
Das Wappen stammt von der ehemaligen Ortsgemeinde Mettendorf.

→ siehe Abschnitt Wappen im Artikel Mettendorf TG

## Bevölkerung
| Die zur Anzeige dieser Grafik verwendete Erweiterung wurde dauerhaft deaktiviert. Wir arbeiten aktuell daran, diese und weitere betroffene Grafiken auf ein neues Format umzustellen. (Mehr dazu) |

|                     | 1850  | 1900  | 1950  | 1990  | 2000   | 2010   | 2018   | 2023   |
| ------------------- | ----- | ----- | ----- | ----- | ------ | ------ | ------ | ------ |
| Politische Gemeinde |       |       |       |       | 839    | 821    | 843    | 874    |
| Munizipalgemeinde   | 724   | 622   | 684   | 646   |        |        |        |        |
| Ortsgemeinde        | 206   | 182   | 202   | 201   |        |        |        |        |
| Quelle              | [ 7 ] | [ 7 ] | [ 7 ] | [ 7 ] | [ 11 ] | [ 11 ] | [ 11 ] | [ 12 ] |

Von den 874 Bewohnern von Hüttlingen am 31. Dezember 2023 waren 118 bzw. 13,5 % ausländische Staatsangehörige. 380 Personen (43,5 %) waren evangelisch-reformiert und 153 (17,5 %) römisch-katholisch.

## Wirtschaft
Im Jahr 2016 bot Hüttlingen 160 Personen Arbeit (umgerechnet auf Vollzeitstellen). Davon waren 37,7 % in der Land- und Forstwirtschaft, 30,7 % in Industrie, Gewerbe und Bau sowie 31,5 % im Dienstleistungssektor tätig.

## Politik
Der Gemeinderat von Hüttlingen setzt sich aus 5 Mitgliedern zusammen und wird alle 4 Jahre gewählt. Im Gemeinderat sitzt je ein Vertreter der vier früheren Ortsgemeinden.

## Sehenswürdigkeiten
Hüttlingen ist im Inventar der schützenswerten Ortsbilder der Schweiz aufgeführt.

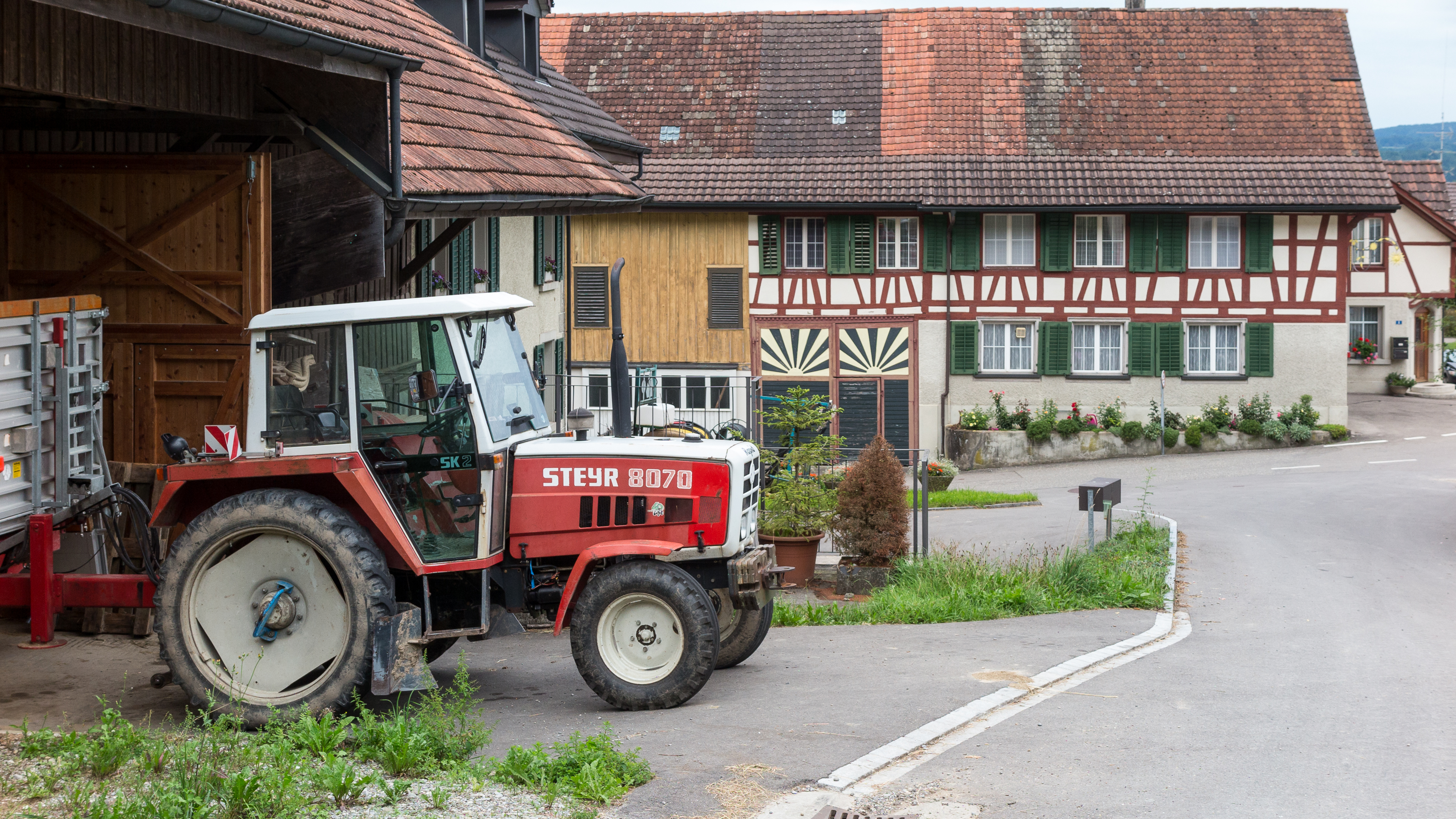
Wirtshaus «Sonne»
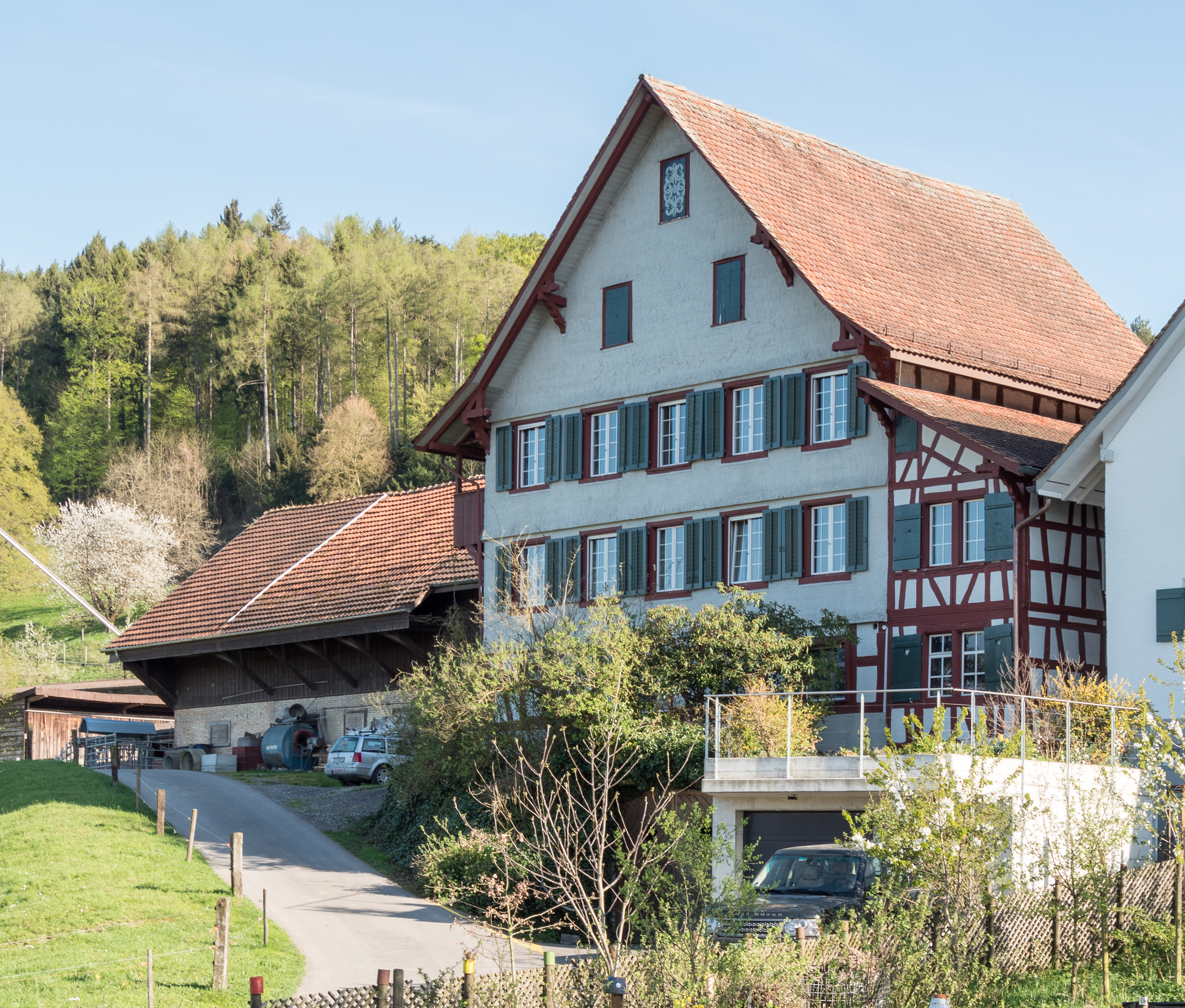
Riegelhaus Geeregass 7
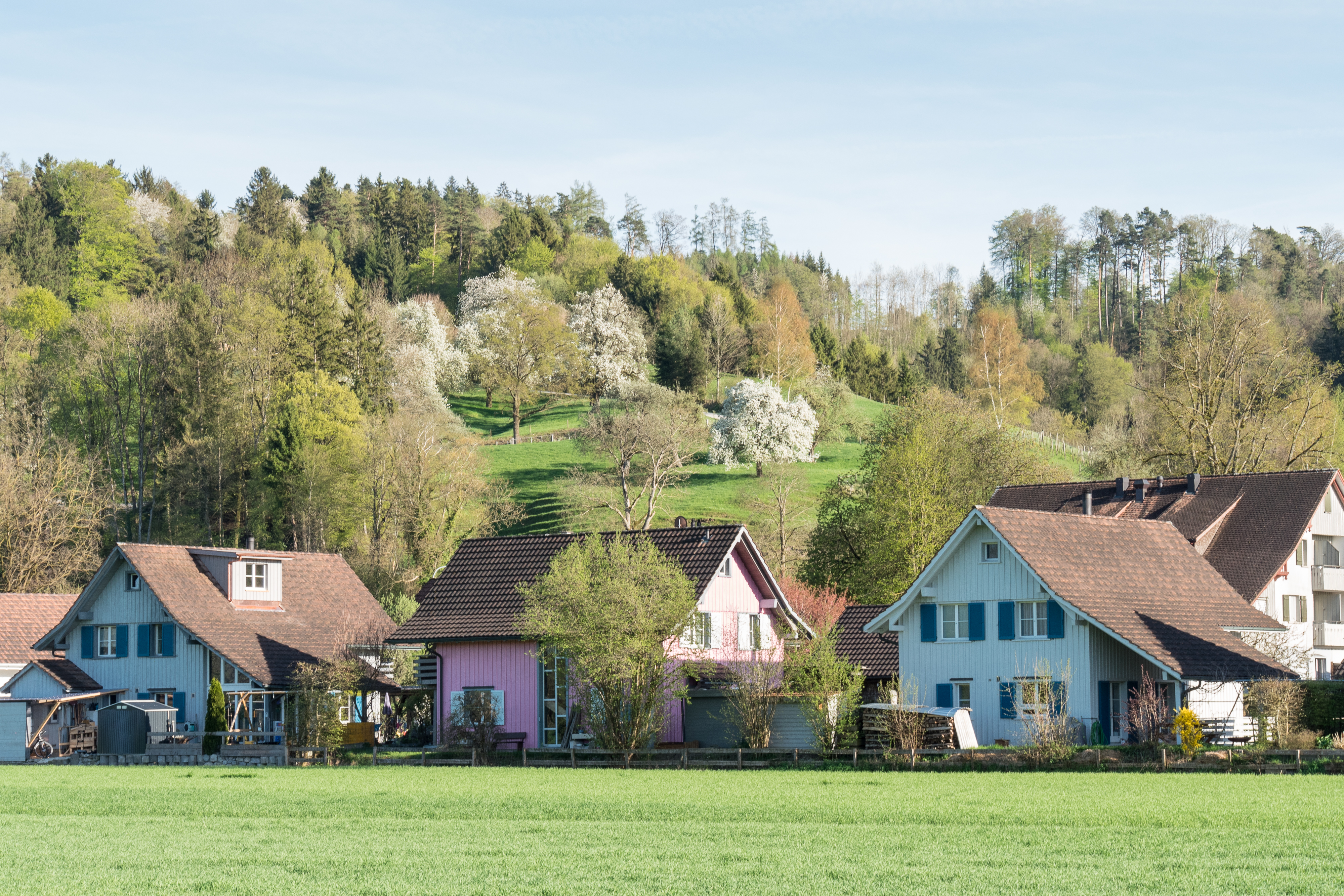
Eschikofen
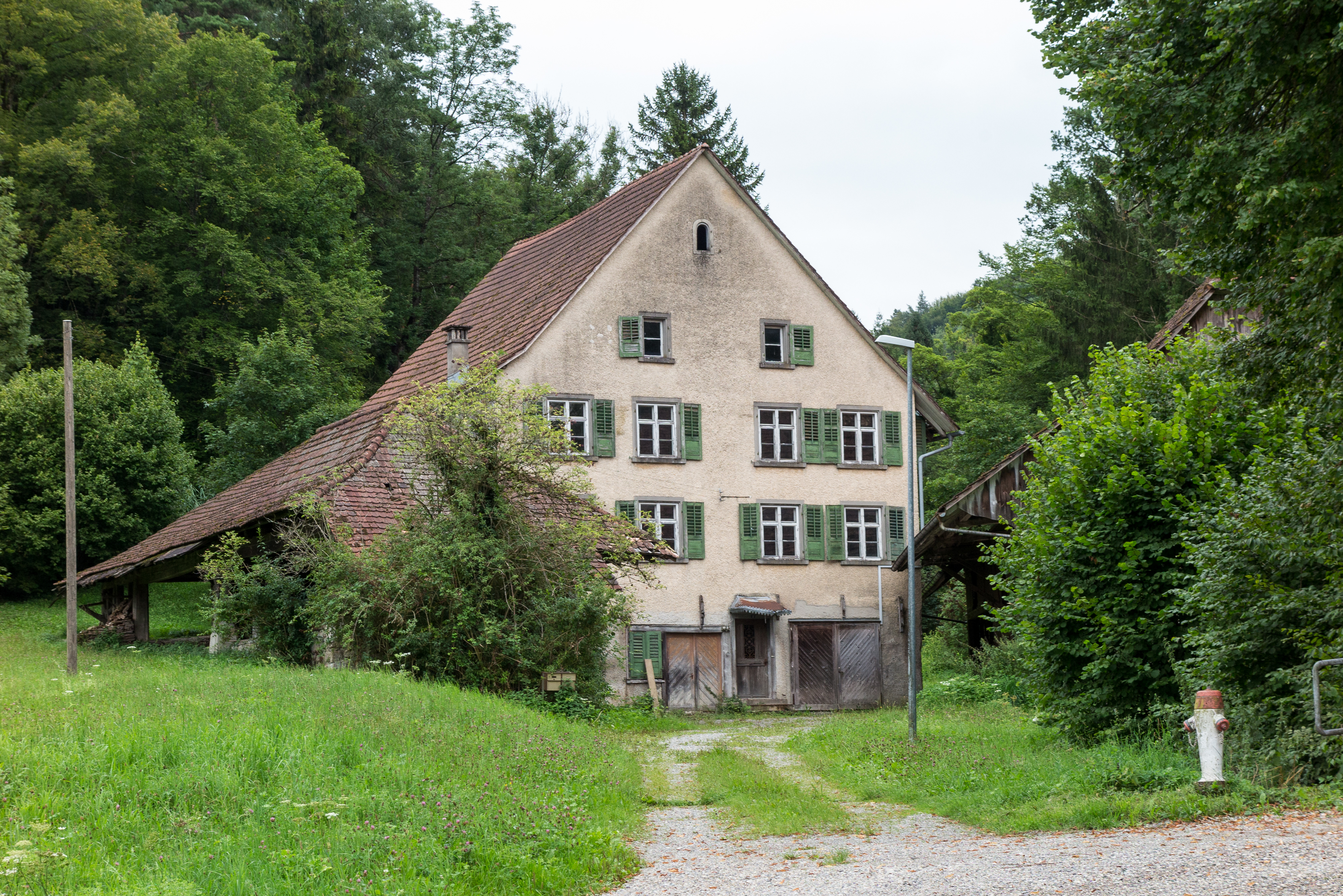
Mühle
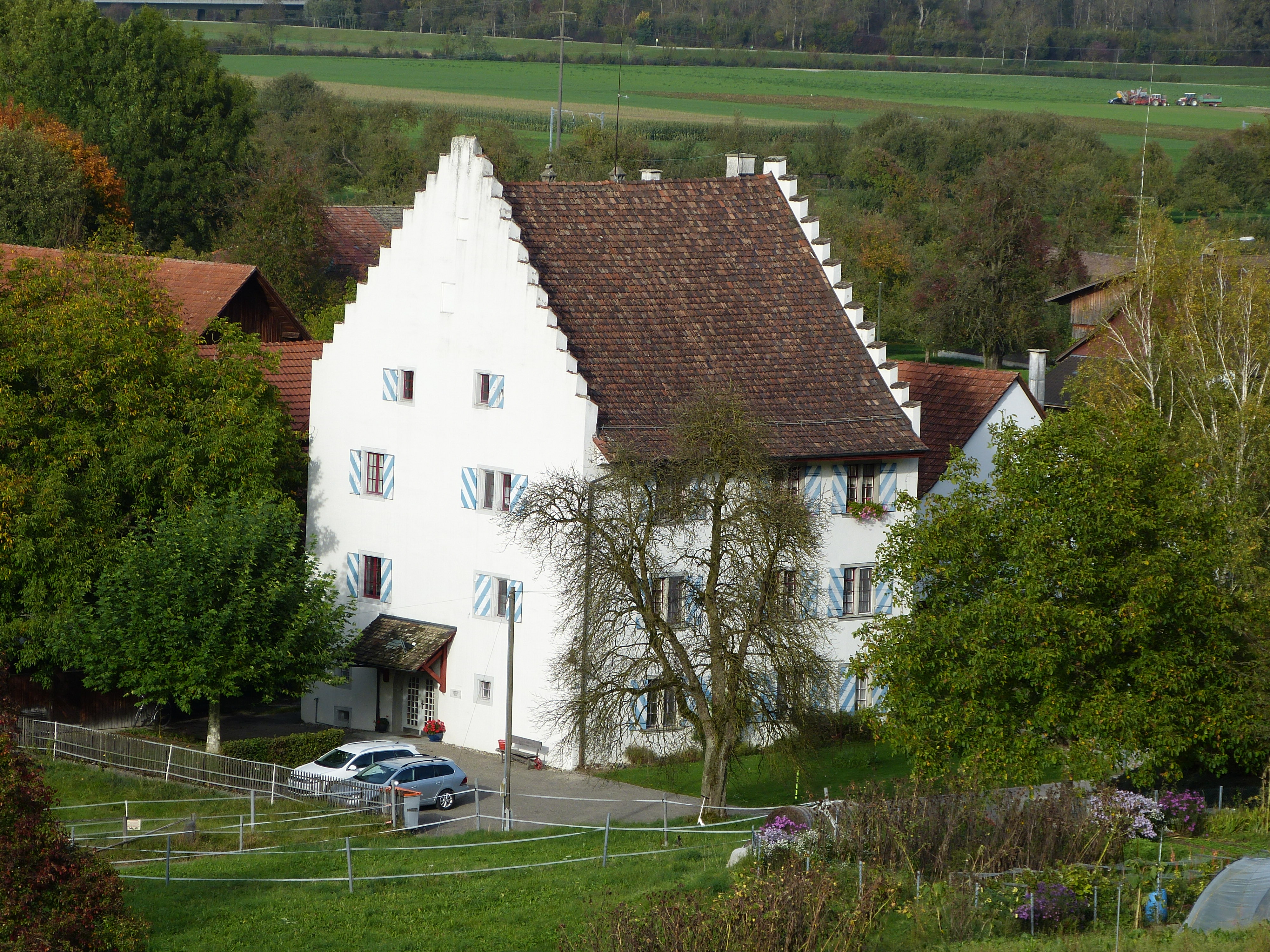
Schloss
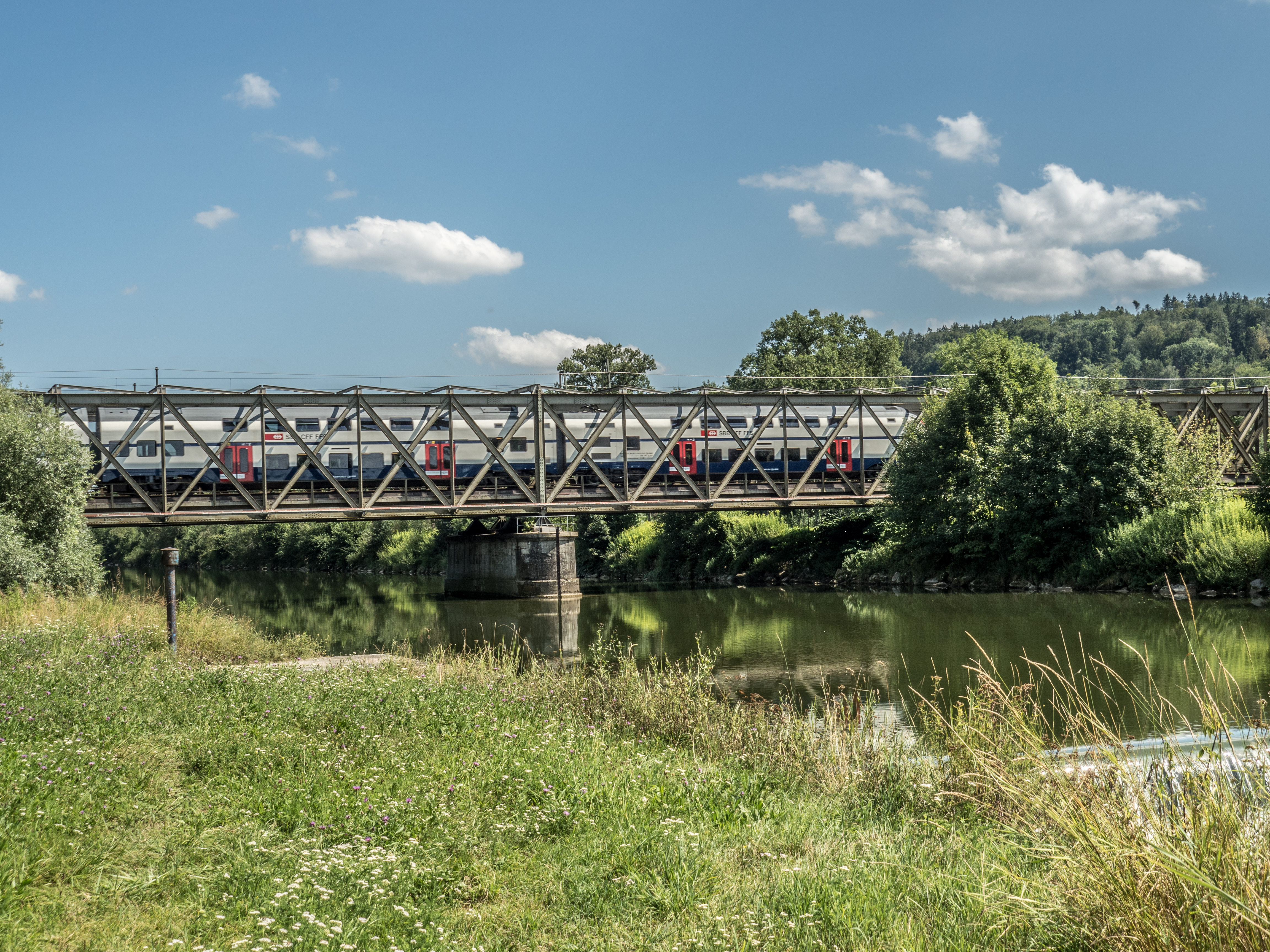
Eschikofer SBB-Brücken über die Thur

## Persönlichkeiten
- Johann Jacob Wehrli (1790 in Eschikofen – 1855), Pädagoge
- Ulrich Kollbrunner (1852 in Hüttlingen – 1932), Ingenieur, Sekundarlehrer und Reiseschriftsteller
- Oskar Kollbrunner (1895 in Hüttlingen – 1932), Schriftsteller
- Catherine Debrunner (* 1995 in Mettendorf), mehrfache Paralympics-Siegerin